# 울려고 내가 왔던가
울려고 내가 왔던가는 한국에서 제작된 김화랑 감독의 1960년 멜로/로맨스 영화이다. 도금봉 등이 주연으로 출연하였고 차태진 등이 제작에 참여하였다.

## 출연

### 주연
- 도금봉
- 김진규
- 최봉

### 조연
- 엄앵란
- 최남현
- 황정순
- 황해
- 허장강
- 신카나리아
- 독고성

## 제작진
- 조명: 박진수
- 미술: 이봉선